# Israel z Kremže
Israel z Kremže byl aškenázský rabín, který žil a působil na přelomu 14. a 15. století v Rakousích.
Byl pradědečkem Jisra'ele ben Petachji Isserlina, jenž ho cituje ve svém komentáři k Rašiho komentáři k Tóře, konkrétně v oddílu „Vajechi". Israel je autorem Hagahot Ašeri, poznámek k talmudickému kompendiu rabenu Ašera ben Jechi'ela, vytištěných s textem.
Heinrich Graetz ztotožňuje Israela z Kremže s Israelem, kterého císař Ruprecht jmenoval dekretem ze dne 3. května 1407 hlavním rabínem všech německých komunit („Hochmeister über alle Rabbinen“) a dal mu osvědčení prohlašující ho za velkého talmudského učence a „dobrého člověka“. Ale protože mezi funkce Izraele patřila taktéž civilní kontrola Židů a zejména výběr daní, ostatní aškenážští rabíni se postavili proti jeho jmenování. Někteří mu dokonce vyhrožovali exkomunikací, pokud neodstoupí. Císař, když se to dozvěděl, potvrdil jmenování Izraela hlavním rabínem dalším, druhým dekretem (z 23. listopadu 1407), kterým uložil pokutu dvaceti zlatých marek každému, kdo by se mu odmítl podřídit. Ale tyto dekrety se minuly účinkem a úřad vrchního rabína brzy po svém vzniku zastaral.
Žádná další zmínka o Izraeli se nevyskytuje až do roku 1415, kdy je zmíněn v listině císaře Zikmunda, která ho pověřuje dozorem nad vybíráním židovských daní, v jehož úřadu byl podřízeným dědičného komorníka Konráda z Weinsbergu.